# Disulfite

Structure de l'ion disulfite.

Un disulfite, généralement appelé métabisulfite, est un composé chimique contenant l'ion disulfite, ou métabisufite, de formule brute S2O52−. Il s'agit d'un dimère de l'ion bisulfite HSO3−.
En solution aqueuse, il se décompose sous l'effet d'un acide en bisulfite et dioxyde de soufre SO2 :
S2O52− + H3O+ → H2O + HSO3− + SO2.

## Préparation
Plusieurs voies permettent d'obtenir des disulfites :
- Déshydratation de bisulfites

En solution aqueuse, l'ion disulfite se forme en petites quantités par déshydratation de bisulfite par l'équilibre :
2 HSO3−(aq)  S2O5−(aq) + H2O.
Bien que cet équilibre soit naturellement fortement déplacé vers la gauche, l'évaporation d'un sel de bisulfite tend à le déplacer vers la droite, produisant des quantités significatives de disulfite.
L'ion disulfite résulte de l'acide disulfureux H2S2O5, lui-même issu de l'acide sulfureux H2SO3 par déshydratation :
2 H2SO3 → 2 (HSO3− + H+ ) → H2S2O5 + H2O.
- Addition de dioxyde de soufre sur des sulfites

L'ion disulfite résulte également de l'addition de dioxyde de soufre SO2 à l'ion sulfite SO3− :
| HSO3− SO32− + H+ SO32− + SO2 S2O52− |